# Monthly Young Magazine
Monthly Young Magazine (月刊ヤングマガジン, Gekkan yangu magajin) est un magazine de prépublication de manga de type seinen publié par Kōdansha, parallèlement au Weekly Young Magazine. Il est créé le 9 décembre 2009 pour remplacer le Bessatsu Young Magazine lancé le 19 août 1999.

## Mangas prépubliés
|  | Manga en inactivité |

| Titre | Auteur                                                        | Première publication |
| --- | ------------------------------------------------------------- | -------------------- |
| Kiss × sis (キス×シス, kiss×sis)                                                                              | Bow Ditama                                                    | décembre 2009        |
| Watari-kun no X X ga Hōkai Sunzen (渡くんの××が崩壊寸前)                                                      | Naru Narumi                                                   | novembre 2015        |
| Wangan Midnight - Shutoko SPL - Ginkai no Speedster (首都高SPL -銀灰のSPEEDSTER-)                             | Michiharu Kusunoki                                            | septembre 2016       |
| Shippū Densetsu Tokkō no Taku 〜After Decade〜 (疾風伝説 特攻の拓 〜After Decade〜)                           | Shinya Kuwahara (dessin), Hiroto Saki (scénario)              | février 2017         |
| Megami no Supurintā (女神のスプリンター)                                                                      | Shigemitsu Harada                                             | novembre 2017        |
| Ashita no Esa Kimi Dakara (明日のエサ キミだから)                                                             | Kiminori Wakasugi                                             | avril 2018           |
| Adamasu no Majotachi (アダマスの魔女たち)                                                                     | Imai Yu                                                       | juillet 2018         |
| 3×3 Eyes: Kiseki no Yami no Keiyakusha (3×3EYES 鬼籍の闇の契約者)                                             | Yūzō Takada                                                   | février 2019         |
| 亜童 | Amano Suzume                                                  | mai 2019             |
| Ghost in the Shell: The Human Algorithm (攻殻機動隊 THE HUMAN ALGORITHM)                                      | Yuki Yoshimoto (dessin), Jun'ichi Fujisaku (scénario)         | septembre 2019       |
| Shinryu Idea (神龍イデア, Kami Ryū Idea)                                                                      | Hitori Renda                                                  | septembre 2020       |
| Kiryû Keisatsu (機龍警察)                                                                                     | Inabe Kazu (dessin), Ryōe Tsukimura / Fukudai Kumi (scénario) | décembre 2020        |
| Violence Jack 20XX (バイオレンスジャック20XX)                                                                 | Yū Kinutani (dessin), Gō Nagai (scénario)                     | février 2021         |
| Freaky Girls (亜デちゃんは語りたい, Demi-chan wa Kataritai)                                                   | Petos                                                         | mai 2021             |
| Odoru risupōn (踊るリスポーン)                                                                                | Inutaro Migashima                                             | mai 2021             |
| Kaiko sareta Ankoku Heishi (30-dai) no Slow na Second Life (解雇された暗黒兵士(30代)のスローなセカンドライフ) | Rurekuche                                                     | mai 2021             |
| Woodpecker Detective's Office (啄木鳥探偵處)                                                                  | Shinya Minami (dessin), Kei Ii (scénario)                     | mai 2021             |
| (CANDY&CIGARETTES)                                                                                            | Tomonori Inoue                                                | mai 2021             |
| Gleipnir (グレイプニル, Gureipuniru)                                                                          | Sun Takeda                                                    | mai 2021             |
| Shisōgaku Tantei (死相学探偵)                                                                                 | Nishizuka em (dessin), Shinzou Mitsuda (scénario)             | janvier 2021         |
| Chikyuu Kara Kita Alien (地球から来たエイリアン)                                                              | Shintaro Arima                                                | mai 2021             |
| Tenkaichi - Nihon Saikyô Bugeisha Kettei-sen (テンカイチ 日本最強武芸者決定戦)                                | Kyôtarô Azuma (dessin), Yôsuke Nakamura (scénario)            | mai 2021             |
| 10DANCE (テンダンス)                                                                                          | Inoue Sato                                                    | mai 2021             |
| Henkyō no Rō Kishi Barudo Rōen (辺境の老騎士バルド・ローエン)                                                 | Kikuishi Morio                                                | mai 2021             |
| Majo to Yajū (魔女と野獣)                                                                                     | Kousuke Satake                                                | mai 2021             |
| Sukāto o Haita Ojīsan (スカートをはいたおじいさん)                                                            | Ito Moroko                                                    | juin 2021            |
| Sketchy (スケッチー)                                                                                          | Makihirochi                                                   | juin 2021            |